# Перегляд політики в Німеччині
«Підтвердження політики щодо Німеччини» — мова Державного секретаря США Джеймса Ф. Бірнса, що відбулася в Штутгарті 6 вересня 1946 року.
Також відомий як «мова надії», він задав тон майбутньої політики США, оскільки він відмовився від економічної політики плану Моргентау та своїм повідомленням про зміну політики економічного відновлення дав німцям надію на майбутнє.

## Контекст і мова
Найстрашнішим страхом західних держав було те, що бідність і голод, передбачені планом Моргентау, приведуть німців до комунізму . американська окупація Генерал Люціус Клей заявив: «Немає вибору між тим, щоб бути комуністом на 1500 калорій в день і віруючим в демократію на тисячу».
Мова також розглядалася як перша тверда позиція проти Радянського Союзу, який заявив про намір Сполучених Штатів зберегти військову присутність в Європі на невизначений термін. Але серце послання було як Byrnes заявив місяць " nub нашої програми повинен був виграти німецький народ … це була битва між нами і Росією за уми.
З питання територіальної цілісності Німеччини було заявлено, що " Сполучені Штати не підтримають будь-яке посягання на територію, яка, безперечно, є німецькою, або будь-який поділ Німеччини, яке не є бажаним для відповідних людей. Наскільки відомо Сполученим Штатам Америки, жителі Рурського району і Рейнландського регіону хочуть залишатися єдиними з іншою Німеччиною. І Сполучені Штати не збираються протиставляти своє бажання.
Заявленим винятком з висловлювань США на підтримку самовизначення була підтримка, надана у промові французам щодо домагань на Саар .

Бирнс, який прийняв Західне Нэйссе як тимчасову польський кордон, також звертався до польських і Радянських претензій на всю німецьку територію на схід від лінії Одер-Нейссе, область, включає приблизно 25 % довоєнної (1937) Німеччини. У своїй промові він покинув кінцеву площу області на схід від Одер-Нейссе, яка стане постійно польської, щоб бути вирішеною в майбутньому, заявивши: «поради і поляки сильно постраждали від рук гітлерівських вторгалися армій. В результаті угоди в Ялті Польща поступилася території Радянського Союзу на схід від лінії Курзона. Через це Польща попросила переглянути її північний і Західний кордони. Сполучені Штати підтримають перегляд цих кордонів на користь Польщі. Однак, коли буде погоджено остаточне врегулювання, має бути визначена площа, яка буде передана Польщі.»
Бирнс фактично не заявив, що така зміна відбудеться. Метою виступу і пов'язаної з ним дипломатичної діяльності США була пропаганда, спрямована проти Німеччини західними державами, які могли тоді звинуватити польсько-німецьку кордон і німецькі висилки тільки в Москві.
Територія була передана польської та Радянської адміністрації на Потсдамській конференції, межа повинна була бути визначена на мирній конференції (яка не відбулася до 1990 року, ратифікована те, що було в місці з 1945 року), але з зоною переживає політ і вигнання німців у 1944-50 в де-факто стала польської і радянської території.

## Польська відповідь
Польський уряд відповів на промову гучною риторикою, стверджуючи, що США підтримують залишки гітлерівського режиму і офіційно заявили, що кордон, встановлений в Потсдамі, є остаточним. У своєму виступі Владислав Гомулка засудив мова Бирне та її наслідки перегляду кордону на користь Німеччини як реакційної. це змусило Гомулку побачити в ньому подальшу потребу в сильному польсько-радянському союзі.
Через багато років польський лідер Войцех Ярузельський задумався про наслідки своєї мови: Це була шокуюча Заява. Це змусило нас думати, що наш західний кордон ставився під сумнів німцями та іншими західними країнами. Це була одна з найважливіших речей, яка зміцнювала наші зв'язки з Радянським Союзом .
Ольшевський попросив у посла США в Польщі пояснення, стверджуючи, що мова матиме негативний вплив на поляків через лінію Курзона, які рухалися на західні території. Посол Артур Блісс Лейн запевнив, що мова Берна не повинна інтерпретуватися як бажання США уникнути своїх зобов'язань, взятих в Потсдамі. Він підкреслив, що Польща отримує тимчасовий контроль над районом, і якщо польські поселенці вважають, що їх присутність є постійною, це відбувається завдяки роботі польського уряду і самої преси.
Лейн пізніше продовжував заспокоювати Поляків американської дружби і був стривожений спотворенням мови Бирнса. Зрештою, він дізнався, після обговорення питання з членами Державного Департаменту, що мова була спрямована на «викурити позицію Молотова напередодні виборів у Німеччині».
З листопада 1946 року військовий уряд США в Німеччині підготував низку нових альтернативних планів прикордонного контролю. Держсекретар США Джордж Маршалл наполягав на тому, що на зустрічах Ради міністрів закордонних справ у Москві і Лондоні в 1947 році буде проведено перегляд кордону, який поверне сільськогосподарські райони Померанії та Сілезії до Німеччини, залишивши Польщу більшу частину Східної Померанії і Верхньої Сілезії, а також Гданськ і Східну Пруссію. При підтримці Великої Британії та Франції він також виступив за створення комісії з чотирьох держав, на яку буде покладено завдання визначення масштабів нових переглядів кордонів на користь Німеччини. Американська зміна тактики була мотивована двома речами: завоюванням німецької лояльності і збентеженням Радянського Союзу; в приватному порядку американські політики, такі як Маршалл, визнали, що шанси на зміну кордону були «дуже тонкими».
Мова справила негативний вплив на відносини США з Польщею, але зробила німців більш позитивними для США, і Радянський Союз був змушений взяти на себе зобов'язання по лінії Одер-Нейссе. В результаті цього зобов'язання Радянському Союзу довелося відмовитися від будь-якої надії отримати вплив на Західну Німеччину.